# Единствен пръстен
Единственият пръстен, наричан още Пръстен на Всевластието и Злото на Исилдур, е централен елемент от сюжета във Властелинът на пръстените (1954 – 1955) на Дж. Р. Р. Толкин. За първи път се появява в по-ранната история „Хобитът“ (1937) като магически пръстен, който прави невидим този, който го сложи. В времето Толкин променя няколко части от книгата и описанието на пръстена, за да се вмести по-добре в следващите събития, описани във Властелинът на Пръстените, който от своя страна описва премеждията на Фродо Бегинс в мисията му да унищожи Пръстена.

## Описание

### Предназначение
Единственият пръстен е изкован от Мрачния владетел Саурон през Втората епоха, за да придобие господство над свободните народи на Средната земя. Във физически облик на красив и добронамерен елф, Саурон се появява сред елфите като Анатар – „Властелинът на даровете“. Той помага на елфическите ковачи от Ерегион и техния водач Келебримбор в създаването на Пръстените на силата и тайно изковава Единния пръстен в огньовете на Съдбовния връх. 
Саурон искал този пръстен да бъде най-могъщият от всички – пръстен-господар, способен да управлява и контролира онези, които носят останалите пръстени. Тъй като другите всевластни пръстени притежавали голяма сила сами по себе си, Саурон бил принуден да вложи огромни сили и умения в създаването на Единствения, за да постигне целта си. 
Така създаването на Пръстена едновременно дава допълнително сила, но и отслабва Саурон. С помощта на Единствения пръстен той можел да контролира силата на всички останали Пръстени и волята на онези, които ги носели и по този начин ставал по-силен,  но влагайки собствените си сили и воля в Пръстена, Саурон ставал зависим от него.

### Форма и вид
Предвид огромната си сила, Пръстенът изглеждал съвсем обикновен (подобно на халка), направен от злато и напълно неподатлив на каквито и да е вреди, включително и на драконов огън (за разлика от други пръстени).  Можел да бъде унищожен само ако се хвърли в пламъците на Съдбовния връх, където е бил изкован. Подобно на някои други пръстени с по-малко сила, но за разлика от другите Пръстени на силата, върху него не е имало скъпоценен камък, но е имало гравиран надпис, който сияел с огнен пламък. Поради естеството на самото си създаване, Единствения пръстен има собствена воля когато не е на ръката на създателя си. Той може да промени размера си, например, а може би и теглото си и може внезапно да се разшири, за да се измъкне от своя носител.  След като е отсечен от ръката на Саурон надписите изчезват напълно и идентичността му можела да бъде определена само ако пръстена бъде хвърлен в огън. Тогава древните надписи се показват в черната реч на Мордор. Тъй като нито Саурон, нито орките имат собствени букви той използва елфически букви от тенгвар и два реда в Черната реч от преданието, описващо Всевластните пръстени: 
| Черната реч, написана на тенгвар | Черната реч (кирилизирана)                                                         | Превод |
| -------------------------------- | ---------------------------------------------------------------------------------- | --- |
|                                  | Аш назг дурбатулук, аш назг гимбатул. Аш назг тракатулук, аш бурзум-иши кримпатул. | Единствен пръстен ги владее, Единствен той ще ги открие, Единствен вси ще ги сбере и в тъмнина ще ги обвие. |

Когато Исилдур отсякъл Пръстена от ръката на Саурон, той бил горещ изпървом, а надписът му бил ярък и четлив и Исилдур го преписал, преди да избледнее напълно. В търсенето на информация за Пръстена Гандалф се натъква на тези документи, в които Исилдур разказва за Пръстена и надписите върху него. За да провери дали пръстенът, намиращ се у Фродо е Единствения, Гандалф заповядва на Фродо да го хвърли в горящият в камината огън. Бавно, надписите върху него се появяват, доказвайки, че това е Единственият пръстен.
На съвета на Елронд, Гандалф цитира надписа на ( Pronunciation</img> Pronunciation ) черна реч на Мордор, което кара всички да затреперят: 
| „ | Промяната в гласа на вълшебника бе поразителна. Внезапно той стана заплашителен, могъщ, груб като камък. Сякаш сянка премина над слънчевото пладне и за миг колонадата притъмня. Всички потрепериха, а елфите притиснаха ушите си с длани. | “ |

### История
След изковаването на пръстена, Саурон бързо разбира, че плановете му да подчини останалите пръстени и техните носители ще се провали. Разгневен, той повежда война срещу елфите, разрушава Ерегион и убива създателя на трите елфически пръстена Келебримбор. На помощ на Средната земя пристига голям флот от Нуменор, изпратена от крал Тар-Минастир и заедно с Гил-галад успяват да победят армиите на Саурон и да го принудят да отстъпи в Мордор. 
Малко по-късно Ар-Фаразон, последният и най-могъщ крал на Нуменор, акостира в Умбар с още по-многобройна армия, принуждавайки армиите на Саурон да избягат, а самият Саурон е отведен в Нуменор като пленник.  Толкин пише в писмо от 1958 г., че предаването му е едновременно „доброволно и хитро“, защото бързо му е станало ясно, че няма да може да победи Нуменор другояче, освен с хитрост и поквара. Опасенията на Саурон се оказали верни при вида на острова и величието на нуменорците. Но дори и върховни сред хората (едаините) дори и народът на Нуменор бил смъртен, ако и да бил надарен с много дълъг живот, далеч над живота на хората от Средната земя. Елрос, първият крал на Нуменор напуснал доброволно живота на възраст от 500 г. и много от кралете след него, преди покварата на Саурон напускали живота на приблизително същата възраст. Саурон ловко използвал тези неща и малко по малко успял да накара нуменорците да се страхуват от смъртта, а с това и да ги настрои срещу Валарите, заради това, че на са ги дарили с безсмъртие. Бавно, но сигурно Саурон напредвал в плановете си да поквари и унищожи Нуменор отвътре, манипулирайки владетелите му да се поклонят на неговия господар Моргот, вместо на валарите, принасяйки човешки жертви.
Физическата форма на Саурон била унищожена при падането на Нуменор, но като един от маярите, духът му останал, за да се върне в Средната земя. Там той отново придобил форма – този път на мрачен и зъл владетел, надянал Единствения пръстен и подновил войната срещу Последния съюз на елфи и хора. 
С цената на собствените си животи Гил-галад и Елендил успели да унищожат физическата форма на Саурон в края на войната на Последния съюз. Синът на Елендил, Исилдур, отсякъл пръстена от ръката на Саурон на склоновете на Съдбовния връх. Въпреки че всички съветвали Исилдур да хвърли пръстена в огньовете на планината, той не намерил воля и сила да го направи и го запазил „като отплата за смъртта на баща ми и брат ми“. Няколко години по-късно Исилдур бил нападнат от засада на огромен брой орки край река Андуин близо до Перуникови поля, надянал пръстена, за да избяга, но пръстенът се изплъзнал от пръста му, докато плувал и бил убит от стрелите на орките. Тъй като Пръстенът непряко е причинил смъртта на Исилдур, той е известен в гондорските предания като „Проклятието на Исилдур“. 
Пръстенът останал скрит на дъното на реката в продължение на почти две хиляди и петстотин години, докато не е бил открит по време на риболов от хобит на име Деагол. Неговият приятел и роднина Смеагол, който бил отишъл на риболов с него, веднага бил обсебен от силата на Пръстена и поискал Деагол да му го даде като „подарък за рожден ден“; когато Деагол отказал, Смеагол го удушил и взел Пръстена. Малко по малко Пръстенът покварил напълно и тялото, и ума му, превръщайки го в Ам-гъл (Голъм). Пръстенът накарал Ам-гъл да се скрие в пещера под Мъгливите планини близо до Мраколес, съвсем близо до мястото, където Саурон отпочнал завръщането си. В тази пещера Ам-гъл останал почти 500 години, използвайки Пръстена, за да лови гоблини. В крайна сметка пръстенът изоставил Ам-гъл, знаейки, че никога няма да напусне пещерата, докато е негова собственост. 
Както е разказано в „Хобит“, Билбо намерил Пръстена, докато се лутал из тунелите близо до леговището на Ам-гъл. В първото издание на Хобит, Ам-гъл е предложил на Билбо да му даде Пръстена, като награда за спечелването на играта на гатанки. Когато Толкин пише Властелинът на пръстените, той осъзнава, че хватката и влиянето на Пръстена над Ам-гъл никога не би му позволила да се откаже от него доброволно, затова той преработил Хобит. Така във второто издание, след като губи играта на гатанки от Билбо, Ам-гъл отишъл са потърси и вземе своето „Скъпоценно“, с чиято помощ да убие и изяде Билбо, но открива, че пръстенът е изчезнал.  Ам-гъл се сеща, че може би това е отговора на последния въпрос на Билбо, на който той не успял да отговори: „Какво имам в джоба си?“ и че Билбо е намерил Пръстена. Заслепен от ярост, Ам-гъл хуква да преследва Билбо, без да се досети, че той е невидим след като е сложил пръстена и че така му помага да намери изход. Така Билбо се измъква невредим от Ам-гъл и гоблините, но решил да не казва нито на Гандалф, нито на джуджетата за Пръстена. Вместо това той им разказал история, подобна на тази от първото издание – Ам-гъл му е дал пръстена и му е показал изхода, след като е спечелил играта на гатанки. Гандалф обаче се усъмнил в тази история и по-късно успял да изкопчи истинската история от Билбо.   
След няколко години на ярост и страх от външния свят, Ам-гъл напуска Мъгливите планини по следите на изчезналия Пръстен. Следата отдавна е изстинала и след дълги лутания се озовал до границите на Мордор, където открил пещерите на Корубана. Въпреки хитростта и ловкостта си Ам-гъл бил заловен от орките и заведен на разпит в Мордор. След дълъг разпит и мъчения Ам-гъл разкрил пред Саурон, че Пръстенът е намерен и съхраняван от някой си „Бегинс“ в земята на „Графството“. 
Макар да го ползвал много рядко, Пръстенът неминуемо оказвал своето влияние върху Билбо, оставяйки го да се чувства все по- “разтегнат и изтощен“. След години на колебание, той решава да напусне Графството и да остави всичко на осиновения си наследник Фродо Торбинс, включително и Пръстена. Решението се оказва трудно и Билбо, чувствайки че искат да му отнемат нещо изключително скъпо, обвинява Гандалф, че го иска за себе си. При вида на гневния и обвинителен Билбо, тревогата на Гандалф прераства в кратък изблик на ярост, в който успява да усмири Билбо. След като спорът се поуталожва, Гандалф успява да убеди Билбо, че ще е най-добре, ако остави пръстена доброволно. 
По това време Саурон е възвърнал голяма част от силите си и Тъмната кула в Мордор е възстановена. Ам-гъл, освободен от Мордор, е заловен от Арагорн и разпитан от него и Гандалф, за да научат, че Саурон вече знае името на Билбо и Графството. За да попречат на Саурон да си върне Пръстена, Фродо и осем други другари тръгват от Ломидол към Мордор, за да унищожат Пръстена в огньовете на Съдбовния връх.  По време на пътешествието Фродо постепенно попада под властта на Пръстена. Когато той и неговият верен слуга Сам Майтапер биват открити от Ам-гъл, те успяват да го пленят и “опитомят“. Фродо започва да изпитва връзка с окаяното, коварно създание и докоснат от добрината му, Ам-гъл полага големи усилия да запази своето обещание и да ги заведе в Мордор.  В крайна сметка Ам-гъл се поддава на изкушението на Пръстена и предава Фродо на Корубана.  Смятайки, че Фродо е мъртъв, Сам взима Пръстена за да изпълни мисията и за краткото време, в което го носи изпитва огромния му товар и всички изкушения, които той предизвиква. 
Сам спасява Фродо от орките в кулата на Кирит Унгол.  Ам-гъл продължава да следва хобитите чак до Съдбовния връх, където Фродо трябва да хвърли пръстена и да го унищожи. Фродо не успява да го направи, надвит от волята на Пръстена и го обявява за свой. В този момент Голъм напада двамата, нахвърля се върху Фродо и отхапва пръста му, вземайки си обратно Пръстена. Подскачайки и злорадствайки че най-сетне си е върнал “Безценното“ Ам-гъл отстъпва слепешком и пада заедно с Пръстена в огньовете на планината. Така идва краят на Пръстена, а с това и окончателното физическо съществуване на Саурон. 

### Сили и способности на Единствения пръстен
Толкин недвусмислено показва, че силите и способностите на Пръстена се проявяват само когато се ползва като такъв, тоест надянат е на някой от пръстите. Въпреки това, волята на пръстена се проявява винаги, независимо дали притежателят му го е сложил на пръста си или го носи в джоба.
В изковаването на Единствения Пръстен Саурон влага всичките си умения и сили и заедно с това и самата си същност, която е зла, тъмна и жадна за власт. Докато е отделен от Саурон, Пръстенът винаги се стреми да се върне при него, като манипулира своя носител за постигане на тази си цел. 

Основната сила и способност на Единствения Пръстен е да доминира и контролира другите Всевластни Пръстени и да господства над волята на онези, които ги носят.  Пръстенът също дава сила на носещият го да доминира волята на други същества, независимо дали са носители на Всевластни Пръстени или не. Тези сили са в съответствие с личните качества, умения и интелект и не добавят нови. По същият начин Единствения Пръстен, усилва личните умения, сили и характер на този, който го носи и използва.
Смъртен, който владее някой от Великите пръстени, не умира, ала и не получава по-дълъг живот, той просто съществува, докато накрая всяка негова минута се превърне в умора. А ако често използва Пръстена, за да става невидим, той избледнява – става невидим завинаги и броди из мрака под взора на Мрачната мощ, властваща над Пръстените. Да, рано или късно – късно, ако в началото е бил силен или добронамерен, ала нито силата, нито благата цел траят дълго, – рано или късно Мрачната мощ го поглъща.

Властелинът на пръстените, Задругата на Пръстена, глава 2: Сянката на миналото
Всеки смъртен, използващ Пръстена става невидим и само едва забележима сянка може да бъде видяна и то само при най-ярката слънчева светлина. Изглежда, че това качество на пръстена е по-скоро страничен ефект върху смъртните раси – хора и хобити (и джуджета, предполагаемо), тъй като създателят му – Саурон, не става невидим когато го носи. Не би могло да се каже дали елфи или маяри биха станали невидими, ако го поставят на пръста си. Качеството на Пръстена да прави носителя си невидим се възприема по различен начин от всеки, който го е надянал на пръста си. Когато Самознай слага пръстена, за да се скрие от орките и да намери Фродо, чувството на невидимост е точно обратното – чувства се съвсем открит за окото, което трескаво търси Пръстена 
Друго качество на пръстена (когато е поставен на пръста) е способността да възприема и прави разбираеми чужди за носителя езици, дори тези на животни. Сам успява да разбере черната реч на орките в Мордор по време на краткото си притежание на Единствения пръстен, а Билбо разбира какво си говорят гигантските паяци в Мраколес.
Единственият Пръстен удължава живота на притежателя си, когато е смъртен, за неопределено време, предотвратявайки естественото стареене. Гандалф обяснява, че Пръстенът не дава нов живот, а че притежателят му просто продължава да съществува, разтеглен, докато животът стане непоносим товар. Билбо пък се чувства “разтеглен“, като бучка масло, намазано върху твърде голяма филия хляб. Пръстенът не защитава своя притежател от унищожение – Ам-гъл загива в Пукнатините на съдбата , а тялото на Саурон е унищожено при падението на Нуменор. Подобно на Деветте пръстена, Единственият Пръстен покварява физически смъртните, които го носят, като в крайна сметка ги превръща в призраци. Хобитите, за разлика от хората са много по-устойчиви на това – Ам-гъл, например, притежавал Пръстена в продължение на 500 години, без да се превърне в призрак, предимно защото рядко носел пръстена, макар той да оставал в негово притежание.  С изключение на Том Бомбадил, никой не изглежда имунизиран срещу покваряващите сили на Единствения пръстен. Дори могъщи същества като Гандалф и Галадриел отказват дори да опитат да го овладеят, бидейки наясно, че в крайна сметка ще станат като самия Саурон.
В земите на Мордор, където е изкован, силата на Пръстена нараства значително, дотолкова, че дори и без да го носи, притежателят му може да черпи сила от него и да придобие аура от ужасяваща сила. Когато Сам среща един от орките в кулата на Кирит Унгол, докато държал пръстена (без да го е надянал на пръста си), той се явява на ужасения орк като огромен и силен воин, обвит в сянка, “носещ някаква безименна заплаха от сила и гибел“.  По подобен начин на Съдбовния Връх, когато Фродо и Сам са нападнати от Ам-гъл, Фродо грабва Пръстена и се появява като “фигура, облечена в бяло... държаща огнено колело“. Фродо казва на Ам-гъл „с властен глас“, че „ако ме докоснеш още веднъж, ще бъдеш хвърлен в Огъня на съдбата“, пророчество, което скоро след това става факт. 
За да овладее силите на Пръстена, носителят му се нуждае от добре обучен ум, много силна воля и голяма вродена сила. Тези с по-слаб ум – хобити и обикновени хора не биха могли да изполват нито една от силите Пръстена, камо ли да овладеят и разгърнат пълния му потенциал. Дори за същество с необходимите сили и воля би отнело дълго време да овладее силата на Пръстена достатъчно, за да низвергне създателя му. 
Въпреки голямата си сила Пръстенът не направи своя носител всемогъщ. Саурон претърпява три пъти поражение, докато носи Пръстена – първо от Гил-Галад във Войната на Саурон и елфите, след това от Ар-Фаразон, когато силата на Нуменор толкова ужасява армиите му, че те го изоставят, и в края на Втората епоха от съюза на Гил-галад и Елендил, когато Исилдур отсича пръстена.  Толкин посочва в речта на Елронд, че такова поражение не би било възможно в края на Третата епоха, когато силата на свободните народи е значително намалена, а герои като Гил-галад, Елендил или Исилдур отдавна няма. 

### Съдбата на носителите на пръстена
От носителите на пръстена трима остават живи след унищожаването на пръстена – хобитите Билбо, Фродо и Сам. Тъй като Билбо е носел Пръстена най-дълго, животът му е значително удължен. Фродо е носи физическите и психически белези от похода, а Сам, след като само за кратко е носил пръстена е засегнат най-малко. Имайки предвид изпитанията, пред които са изправени Билбо и Фродо, Валарите им позволяват да пътуват до Безсмъртните земи, придружавайки Галадриел, Елронд и Гандалф. Говори се също, че Сам също е бил отведен в Неумиращите земи, след като е живял в Графството дълги години и е създал голямо семейство. Толкин подчертава, че възстановителното пребиваване на Носителите на пръстена в Безсмъртните земи не би било постоянно. Като смъртни, те в крайна сметка ще умрат и ще напуснат света на Eа. 